# Juriti (opereta)
Juriti (na grafia original, Jurití) é uma opereta em três atos de 1919, com música de Chiquinha Gonzaga e libreto de Viriato Corrêa.
A obra estreou em 16 de julho de 1919 no Teatro São Pedro de Alcântara (hoje, Teatro João Caetano, no Rio de Janeiro), encenada pela Grande Companhia de Operetas e Melodramas e sob direção de Eduardo Vieira. Vicente Celestino e Abigail Maia interpretaram os papeis principais, e o elenco incluía ainda Procópio Ferreira. O regente foi o maestro Luiz Moreira.
Naquele ano, foram mais de 200 apresentações da peça, com um público total superior a 2.800 pessoas.

## Recepção crítica
- “Agora, para que nós sentíssemos toda a empolgante e arrebatadora necessidade da magnífica peça de Viriato Corrêa, certo muito concorreu a maneira inspirada por que a festejada maestrina Chiquinha Gonzaga a musicou, compondo essa partitura repassada de dengue, da meiguice, dessa sensualidade acariciante, envolvente, ultimamente dominadora que vivem nas melodias genuinamente nossas”. (A Tribuna, 17 de julho de 1919)
- “A música da Srª. Francisca Gonzaga é excelente. A conhecida compositora patrícia compartilhou, com justiça, das glórias obtidas. Os números de música da Juriti são inspirados, graciosos e leves. Eles têm, sobretudo, um delicioso sabor sertanejo”. (Jornal do Commercio, 17 de julho de 1919).

## Gravações
A cantora Helena de Carvalho gravou para a RCA Victor, em 1930, duas músicas retiradas da opereta: o samba-canção Fogo foguinho e a canção Sou morena.
Em 2010, o álbum Chiquinha em Revista, lançado pelo selo SESC, incluiu regravações das duas músicas: Sou Morena foi interpretada por Vange Milliet, e Fogo Foguinho, por Rita Maria.

## Adaptações
Em abril de 2012, a opereta "Juriti" foi adaptada e apresentada na cidade de Piracicaba-SP, no Teatro Erotides de Campos, em uma produção da Escola de Música de Piracicaba "Ernest Mahle" (EMPEM) e da Secretaria de Ação Cultural. A mini-temporada contou com 4 dias de apresentações, com aproximadamente 2 horas e meia de duração.